# Kojatín
Kojatín település Csehországban, a Třebíči járásban. Kojatín Smrk, Valdíkov, Budišov és Pozďatín településekkel határos. Lakosainak száma 93 fő (2024. január 1.).

## Népesség
A település lakosságának változását az alábbi diagram mutatja:
| Lakosok száma | 118  | 114  | 123  | 134  | 129  | 71   | 78   | 86   | 85   | 93   |
|               | 1869 | 1900 | 1921 | 1961 | 1980 | 2011 | 2016 | 2019 | 2021 | 2024 |